# 志村けんの南国美女探し
志村けんの南国美女探し（しむらけんのなんごくびじょさがし）は、「志村けんの激ウマ列島」同様、テレビ朝日系『サンデープレゼント』＋『日曜ワイド』枠で放送されたシリーズ企画のバラエティ番組。
志村けん、上島竜兵らおなじみのメンバーが美女を探しつつ日本の南国を旅する。2010年までに沖縄、鹿児島、大分、高知と4シリーズ放送された。

## 番組内容
独身貴族・志村けんの嫁を探すという名目で南国を旅するが、実際は美女が出てくることは少なく、キャラの濃い地元民との触れ合いがメインに置かれている。レギュラーメンバーの上島竜兵、辺見えみりらが用意する美女はおばあちゃんであることが多く、若くて美女となると既婚、恋人アリのオチ付で志村の怒りを買うこともしばしば。志村の素が見られると共に、普通の旅番組では扱わないディープな人や情報が出てくるのもこの番組の特色。志村と上島の絶妙な掛け合い、素人を巻き込んでの笑いが行く先々で繰り広げられる。

## 出演者
- 志村けん
- 上島竜兵
- 辺見えみり
- くまきりあさ美（第4弾から参加）

## 過去シリーズ
- 第1弾 : 志村けんの南国美女探し in 沖縄
- 第2弾 : 志村けんの南国美女探し in 薩摩
- 第3弾 : 志村けんの南国美女探し in 大分
- 第4弾 : 志村けんの南国美女探し in 土佐

## スタッフ
- ナレーター：垂木勉
- 構成 : 中井まろやか、中川ゆーすけ
- プレーン : 居安豪
- AD  : 前田知秀、滝村展宏
- ディレクター : 尾崎義文
- 演出 : 黒坂将司
- プロデューサー :藤井智久（テレビ朝日）、長谷川豊（エックスワン）
- 技術協力 :アークジャパン、東通ライティング、マウス、ザ・チューブ、戯音工房
- 企画協力：イザワオフィス
- 制作 : テレビ朝日、エックスワン